# Sacha Modolo
Sacha Modolo (Conegliano, 19 juni 1987) is een Italiaans voormalig wielrenner.

## Carrière
Modolo reed in 2008 en 2009 voor de wielerploeg Zalf Désirée Fior. In 2006 won hij de Ronde van Casentino, in 2007 de Trofeo Matteotti voor beloften, en in 2008 de Ronde van Belvedere en de Gran Premio della Liberazione. Ook werd hij derde bij het Europees kampioenschap bij de beloften. In 2010 werd hij vierde in Milaan-San Remo.
Modolo staat bekend als een sprinter. Hij vierde successen in diverse kleinere koersen. In de grote rondes heeft hij tot 2015 nog geen overwinningen behaald. In de Ronde van Italië van 2013 kwam hij dicht bij ritwinst. Hij werd tweede in de slotetappe naar Brescia. In 2014 maakte hij zijn debuut in de Ronde van Frankrijk. Door ziekte stapte hij al af in de tweede etappe. In de Ronde van Italië van 2015 boekte Modolo zijn eerste ritzeges in een grote ronde. In de dertiende etappe naar Jesolo en de zeventiende etappe naar Lugano finishte hij in beide etappes in de massasprint voor zijn landgenoot Giacomo Nizzolo.
Begin januari 2022 kondigde hij zijn wielerpensioen aan na geen nieuwe ploeg te hebben gevonden.

## Belangrijkste overwinningen
2006
Ronde van Casentino
2007
Gran Premio Industria e Commercio di San Vendemiano
2009
Ronde van Belvedere
GP Liberazione
2011
5e en 9e etappe Ronde van het Qinghaimeer
5e etappe Brixia Tour
1e en 4e etappe Ronde van Denemarken
Coppa Agostoni
2e en 3e etappe Wielerweek van Lombardije
1e en 3e etappe Ronde van Padanië
2012
1e etappe Omloop van de Sarthe
6e etappe Ronde van Turkije
3e en 6e etappe Ronde van Oostenrijk
Coppa Bernocchi
2e etappe Ronde van Padanië
2013
2e etappe Ronde van San Luis
1e, 4e, 8e, 9e, 11e en 12e etappe Ronde van het Qinghaimeer
Puntenklassement Ronde van het Qinghaimeer
Coppa Bernocchi
Memorial Marco Pantani
2014
7e etappe Ronde van San Luis
Trofeo Palma
Trofeo Ses Salines
1e etappe Ronde van de Algarve
2e en 3e etappe deel A Driedaagse van De Panne-Koksijde
Puntenklassement Driedaagse van De Panne-Koksijde
5e etappe Ronde van Zwitserland
5e etappe Ronde van Peking
2015
5e etappe Ronde van Turkije
13e en 17e etappe Ronde van Italië
3e etappe en 4e etappe Ronde van Hainan
Eindklassement Ronde van Hainan
2016
4e en 7e etappe Ronde van Turkije
2e etappe Ronde van Tsjechië
2017
1e en 6e etappe Ronde van Kroatië
GP Kanton Aargau
2e etappe Ronde van Polen
2018
3e etappe Ruta del Sol
2021
3e etappe Ronde van Luxemburg

## Resultaten in voornaamste wedstrijden
| Jaar | Ronde van Italië | Ronde van Frankrijk | Ronde van Spanje |
| ---- | ---------------- | ------------------- | ---------------- |
| 2010 | opgave           |                     |                  |
| 2011 | opgave           |                     |                  |
| 2012 | 138e             |                     |                  |
| 2013 | 125e             |                     |                  |
| 2014 |                  | opgave              |                  |
| 2015 | 126e (2)         |                     |                  |
| 2016 | 84e              |                     |                  |
| 2017 | opgave           |                     | 131e             |
| 2018 | 88e              |                     |                  |
| 2019 | opgave           |                     |                  |
| 2020 |                  |                     |                  |
| 2021 |                  |                     | opgave           |
| 2022 | 114e             |                     |                  |

| Jaar | Milaan-San Remo | Gent-Wevelgem | Ronde van Vlaanderen | Parijs-Roubaix | Ronde van Lombardije | Cyclassics Hamburg | Brussels Cycling Classic |  | WK op de weg |  | Wereldranglijsten |
| ---- | --------------- | ------------- | -------------------- | -------------- | -------------------- | ------------------ | ------------------------ |  | ------------ |  | ----------------- |
| 2010 | 4e              |               |                      |                |                      |                    |                          |  |              |  | 75e (UWK)         |
| 2011 | 29e             |               |                      |                |                      |                    |                          |  | 40e          |  |                   |
| 2012 | 24e             |               |                      |                |                      |                    |                          |  |              |  |                   |
| 2013 | opgave          |               |                      |                |                      |                    |                          |  |              |  |                   |
| 2014 | 8e              | 25e           |                      |                |                      |                    | 115e                     |  |              |  | 94e (UWT)         |
| 2015 |                 | opgave        | opgave               |                |                      |                    | 43e                      |  |              |  | 86e (UWT)         |
| 2016 | 104e            | 38e           | opgave               |                |                      | 19e                | 4e                       |  |              |  | 129e (UWT)        |
| 2017 | 131e            | 10e           | 6e                   | opgave         |                      |                    |                          |  |              |  | 99e (UWT)         |
| 2018 | 14e             | 11e           | 50e                  |                | opgave               | 7e                 |                          |  |              |  | 101e (UWT)        |
| 2019 | 81e             | opgave        | opgave               |                |                      | 118e               |                          |  |              |  |                   |
| 2020 |                 |               |                      |                |                      |                    |                          |  |              |  |                   |
| 2021 |                 |               |                      |                |                      |                    |                          |  |              |  |                   |
| 2022 | 106e            | 102e          |                      |                |                      |                    |                          |  |              |  |                   |

## Ploegen
- 2010 –  Colnago-CSF Inox
- 2011 –  Colnago-CSF Inox
- 2012 –  Colnago-CSF Inox
- 2013 –  Bardiani Valvole-CSF Inox
- 2014 –  Lampre-Merida
- 2015 –  Lampre-Merida
- 2016 –  Lampre-Merida
- 2017 –  UAE Team Emirates[2]
- 2018 –  Team EF Education First-Drapac p/b Cannondale
- 2019 –  EF Education First Pro Cycling
- 2020 –  Alpecin-Fenix
- 2021 –  Alpecin-Fenix
- 2022 –  Bardiani-CSF-Faizanè

Anacona · Bonifazio · Bono · Cattaneo · Cimolai · Conti · Costa  · Cunego · Dodi · Đurasek · Favilli · Ferrari · Horner · Modolo · Mori · Niemiec · Oliviera · Palini · Polanc · Pozzato · Richeze · Serpa · Ulissi · Valls · Wackermann · Xu · Kasjavy (stagiair) · Vaccher (stagiair)
Bonifazio · Bono · Cattaneo · Cimolai · Conti · M. Costa · R. Costa · Đurasek · Feng · Ferrari · Grmay · Kasjavy · Modolo · Mori · Niemiec · Oliviera · Pibernik · Plaza · Polanc · Pozzato · Richeze · Serpa · Ulissi · Valls · Xu · Ganna (stagiair) · Pacioni (stagiair) · Ravasi (stagiair)
Arashiro · Bono · Cattaneo · Cimolai · Conti · M. Costa · R. Costa · Đurasek · Feng · Ferrari · Grmay · Kasjavy · Kump · Meintjes · Modolo · Mohorič · Mori · Niemiec · Petilli · Pibernik · Polanc · Ulissi · Xu · Zurlo · Masnada (stagiair) · Ravasi (stagiair) · Troia (stagiair)
Aït el Abdia · Atapuma · Bono · Consonni · Conti · Costa · Đurasek · Ferrari · Ganna · Guardini · Kump · Laengen · Marcato · Meintjes · Mirza · Modolo · Mohorič · Mori · Niemiec · Petilli · Polanc · Ravasi · Swift · Troia  · Ulissi · Zurlo · Lizde (stagiair) · Raboesjenka (stagiair) · Romano (stagiair)
Breschel · Brown · Canty · Cardona · Carthy · S. Clarke · W. Clarke · Craddock · Docker · Dombrowski · Howes · Langeveld · Magnusson · Martínez · McLay · Modolo · Moreno · Owen · Phinney · Rolland · Scully · Urán · Van Asbroeck · Vanmarcke · Woods
Bennett · van den Berg · Bettiol · Breschel · Brown · Caicedo · Carthy · Clarke · Craddock · Docker · Dombrowski · Higuita · Hofland · Howes · Kangert · Langeveld · Martínez · McLay · Modolo · Morton · Owen · Phinney · Scully · Urán · van Garderen · Vanmarcke · Villalobos · Whelan · Woods
Anderson · Bayer · De Bondt · del Carmen Alvarado · De Tier · De Vreese · Dillier · Eibl · Jans · Janssens · Krieger · Leysen · Meisen · Merlier · Meurisse · Modolo · Philipsen · Pieterse · Planckaert · Richardson · Rickaert · Riesebeek · Sbaragli · Sweeck · Taminiaux · Thwaites · Tulett · Vakoč · D. van der Poel · M. van der Poel · Vergaerde · Vermeersch · Vervaeke · Vine · Walsleben
Battaglin · Bonillo · Cañaveral · Colnaghi · Covili · El Gouzi · Fiorelli · Gabburo · Marcellusi · Martinelli · Mazzucco · Modolo · Mulubrhan (vanaf 21/4) · Nieri · Pellizzari · Pinarello · Rastelli · Santaromita · Tarozzi · Tolio · Tonelli · Trainini (tot 5/4) · Visconti (tot9/3) · Zana · Zanoncello · Zoccarato · Magli (stagiair)